# 伊勢志摩リゾートマネジメント

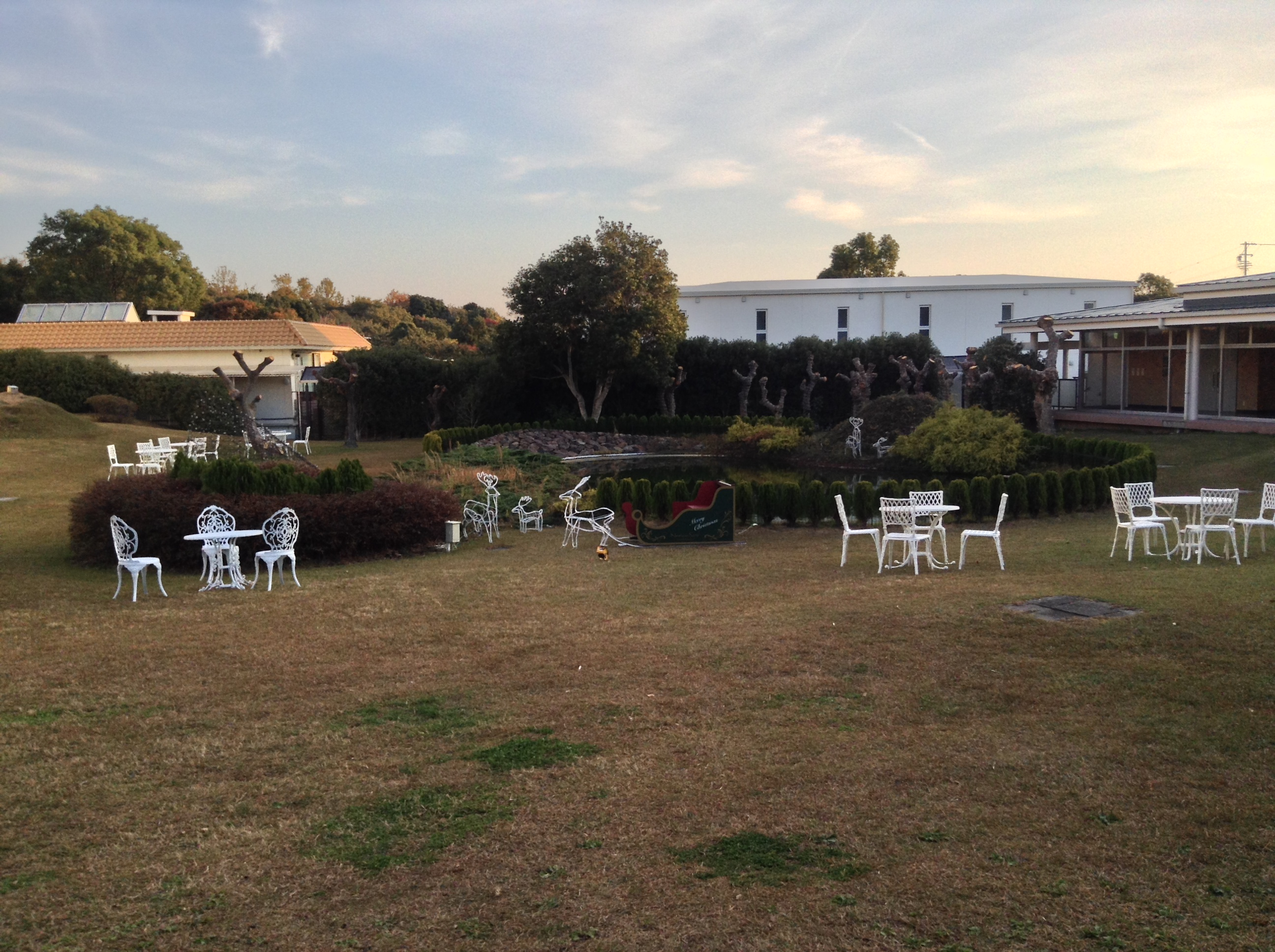
NEMU RESORT

伊勢志摩リゾートマネジメント株式会社（いせしまリゾートマネジメント、英語: Ise-Shima Resort Management Co., Ltd.）は、三重県の志摩半島でリゾート施設の運営を行う日本の企業。鳥羽国際ホテルとNEMU RESORT（旧合歓の郷）の運営会社であり、三井不動産グループに属する。

## 特色
鳥羽市にある鳥羽国際ホテルと潮路亭、志摩市にあるNEMU RESORTとNEMU GOLF CLUBを運営している。（施設自体は三井不動産所有で、同社から賃借している。）これらの施設で宿泊、レストラン、ゴルフ、レクリエーション、ブライダル、宴会のサービスを提供しており、特に食（和食・フランス料理）分野へ重点を置いている。食材は地元の三重県産海産物を用い、一部の野菜は自社農園で栽培する。メニューは四季に合わせて3か月に1回変更し、社内試食会を経て採用される。鳥羽国際ホテル・潮路亭・NEMU RESORTの3施設ではおせち料理を提供し、日本航空と三重県の連携協定に基づき、日本航空の国際線機内食を監修し、鳥羽国際ホテルのチーズケーキなどを機内食で提供している。なお社員食堂はビュッフェ形式で、従業員の評価は高いという。
環境保護活動としてヒートポンプ交換による省エネルギー化、食用廃油のリサイクル、干潟再生に取り組み、地域貢献活動として海岸清掃活動を行っている。伊勢志摩国立公園協会の会員企業である。

### 社風
「一つ屋根の下」を経営理念に掲げ、正社員とアルバイトという雇用形態で差を設けず、多忙な部署があれば所属部門によらず手を貸し合うようにしている。また従業員同士が「ありがとう」と直接言葉で感謝を伝えることを励行している。
三重県庁の公式サイト内での紹介によれば、年間休日数は104日、月間時間外労働時間は平均25時間、有給休暇年間取得日数は平均7.5日とされる。産休・育休のほか、妊娠中の女性従業員は負担の少ない部署へ異動し、産後は元の部署へ戻れるように配慮している。一方で鳥羽国際ホテルでは2015年（平成27年）と2016年（平成28年）に連続して一般社員に月40時間を超える時間外労働をさせていたとして是正勧告を受けており、2018年（平成30年）10月11日には「名ばかり管理職」の社員4人と36協定を結ばずに月80時間以上（最長で100時間超）の時間外労働をさせていたとして、会社と代表取締役が労働基準法違反の疑いで津地方検察庁伊勢支部に書類送検されている。

## 沿革
2001年（平成13年）に株式会社鳥羽国際ホテルとして設立された。2007年（平成19年）に三井不動産グループ入りし、2017年（平成29年）2月に株式会社合歓の郷を吸収合併、伊勢志摩リゾートマネジメント株式会社に商号を変更した。存続会社は株式会社鳥羽国際ホテルであるが、本社は株式会社合歓の郷の所在地へ移転した。同年8月9日、簡易無線局の免許を受けている。